# KAC de Kénitra (basket-ball)
 (juillet 2018).
Si vous disposez d'ouvrages ou d'articles de référence ou si vous connaissez des sites web de qualité traitant du thème abordé ici, merci de compléter l'article en donnant les références utiles à sa vérifiabilité et en les liant à la section « Notes et références ».
Maillots
Le KAC de Kénitra (section basket-ball) est l'une des nombreuses sections du club omnisports du KAC de Kénitra, dont le club de football est le plus connu.
Le club évolue actuellement en Championnat du Maroc de basket-ball.

## Palmarès
- Championnat du Maroc
  - Champion de la Deuxième Division (Messieurs)
  - Vice Champion Division Excellence (Dames)
  - Vice Champion de la première division (Messieurs)
  - Championnat du Maroc Division Excellence (Dames)
  - Vice-champion : 1984

- Coupe du Trône (1)
- Vice vainqueur : 2017 Dame
  - Vainqueur : 1984

## Effectif 2015/2016

### Anciens joueurs
- Fouad Bouziane
- Allaoui
- Mustafa Zaroual
- Seyad Mokhtar
- Arazame Houssine
- Chamama Mohammed
- Johid
- Boukhris Aziz
- Ouiri Ahamed
- Abdellah BenAbou
- Hassan B. Khaddouj
- Abdelkader Loutfi (Trax)
- Ouiri Brahim
- Ouiri Miloud
- Mlih Mhamed
- Azzar Mohamed
- Thami Sennouni
- Hassan Ameziane (titi)
- Abdellatif Baba
- Berradia
- Hassan Sayhi
- Aziz Sayhi
- Ouissaden Aziz
- Mimouni Rachid
- Hamid Bouyafrouri
- Hammouch Mohmmed
- Hammouch Abdelaziz
- Abdelaziz Bensaid
- Said Behaj
- Ouiri Boubker
- Khalid Sayhi
- Mellak Abdejalil
- Fazouane Ali
- Jallal Alghoule
- Bouzidi Brahim
- Bouzidi Redouane
- Redouane Jlaydi
- Othman Jlaydi
- Younès Lahlimi
- Boura Mourad
- Monsif Zouine
- Hassan Saihi
- Brahima Mauritania
- Hassan BOUSBAA
- Driss BOUSBAA
- Kjaouj Mustapha

## Club Omnisports
- Section Football du KAC de Kénitra
- Section Handball du KAC de Kénitra